# Juwaykat
Juwaykat (tiếng Ả Rập: الجويخات) là một ngôi làng ở Syria thuộc huyện Homs, tỉnh Homs. Theo Cục Thống kê Trung ương Syria, Juwaykat có dân số 375 trong cuộc điều tra dân số năm 2004.